# Telford (Tennessee)
Telford es un lugar designado por el censo (en inglés, census-designated place, CDP) situado en el condado de Washington, Tennessee, Estados Unidos. Según el censo de 2020, tiene una población de 909 habitantes.

## Geografía
La localidad está ubicada en las coordenadas 36°15′12″N 82°32′52″O / 36.25333, -82.54778. Según la Oficina del Censo, tiene una superficie de 6.39 km², correspondientes en su totalidad a tierra firme.

## Demografía
Según el censo de 2020, hay 909 personas residiendo en la localidad. La densidad de población es de 142.25 hab./km². El 93.40% de los habitantes son blancos, el 0.55% son afroamericanos, el 0.11% es amerindio, el 0.22% son asiáticos, el 0.88% son de otras razas y el 4.84% son de una mezcla de razas. Del total de la población, el 2.09% son hispanos o latinos de cualquier raza.